# كولبي كوهن
كولبي كوهن (بالإنجليزية: Colby Cohen)‏ هو لاعب هوكي الجليد أمريكي، ولد في 25 أبريل 1989 في فيلانوفا ‏ في الولايات المتحدة.

## وصلات خارجية
- كولبي كوهن على موقع دوري الهوكي الوطني (الإنجليزية)
- كولبي كوهن على موقع قاعة مشاهير الهوكي (لاعب أن.إتش.أل) (الإنجليزية)
- كولبي كوهن على موقع EliteProspects.com (الإنجليزية)
- كولبي كوهن على موقع HockeyDB.com (الإنجليزية)
- كولبي كوهن على موقع Hockey-Reference.com (الإنجليزية)